# Људска права у Русији
Међународне организације и независни домаћи медији стално су критиковали Русију због кршења људских права. Неки од најчешће цитираних кршења укључују смрт у притвору, системску и распрострањену употребу тортуре од стране снага безбедности и затворских чувара, постојање ритуала дедовања у руској војсци —који се називају „велика преовлађивање“— кршења права детета, случајеви насиља и предрасуда према етничким мањинама, и циљана убиства новинара.
Као држава наследница Совјетског Савеза, Руска Федерација је дужна да поштује исте споразуме о људским правима које је потписала и ратификовала њена претходница, као што су међународни пактови о грађанским и политичким правима, као и економским, социјалним и културним правима . Крајем 1990-их, Русија је такође ратификовала Европску конвенцију о људским правима (са резервом), а од 1998. године па надаље Европски суд за људска права у Стразбуру постао је последњи апелациони суд за руске грађане из њиховог националног правосудног система. Према поглављу 1, члан 15 Устава из 1993. године, ова отеловљења међународног права имају предност над националним савезним законодавством.
Као бивша чланица Савета Европе и потписница Европске конвенције о људским правима, Русија је сносила међународне обавезе у вези са питањима људских права. У уводу извештаја о ситуацији у Русији из 2004. године, комесар за људска права Савета Европе је приметио „неоспорне велике промене од распада Совјетског Савеза“.
Међутим, почевши од другог председничког мандата Владимира Путина (2004–2008), било је све више извештаја о кршењу људских права. Након избора у Државној думи 2011. и Путиновог каснијег повратка на место председника у пролеће 2012. године, дошло је до законодавног напада на многа међународна и уставна права, на пример на члан 20 (Слобода окупљања и удруживања) Универзалне декларације о људским правима, који је оличен у члановима 30. Устава Руске Федерације (30. и 19. Устава Руске Федерације). У децембру 2015. године усвојен је закон који овлашћује Уставни суд Русије да утврђује извршност или непоштовање резолуција међувладиних тела, као што је Европски суд за људска права . Од 16. марта 2022. Русија више није чланица Савета Европе .

## Позадина
Људска права су била озбиљно ограничена унутар Совјетског Савеза . Од 1927. до 1953. године владала је као тоталитарни режим, а до 1990. године владала је и као једнопартијска држава. Влада је обично ућуткавала слободу говора, а такође је користила оштре мере против свих неистомишљеника. Нису толерисане независне политичке организације, укључујући синдикате, приватна предузећа, цркве и супротстављене политичке партије. Кретање грађана било је строго контролисано и унутар земље и на међународном нивоу, а права приватне својине су била јако ограничена.
У пракси, совјетска влада је значајно ограничила многе принципе владавине права, грађанских слобода, правне заштите и имовинских права, сматрајући их представницима „ буржоаског морала“, према совјетском правном мислиоцу Андреју Вишинском. Упркос званичном потписивању споразума о људским правима, као што је Међународни пакт о грађанским и политичким правима 1973. године, ови документи су углавном били непознати и недоступни људима који су живели под комунистичком влашћу. Штавише, комунистичке власти су показале мало поштовања према овим обавезама. Активисти за људска права у Совјетском Савезу стално су се суочавали са узнемиравањем, потискивањем и хапшењем.

## Путиново председништво

### Оцене
Током Путиновог првог мандата на месту председника (2000–2004), Фреедом Хоусе је оценио Русију као „делимично слободну“ са лошим оценама 4 за политичка права и грађанске слободе (1 је најслободнија, а 7 најмање слободна). У периоду од 2005. до 2008. године Фреедом Хоусе је оценио Русију као „неслободну“ са оценом 6 за политичка права и 5 за грађанске слободе према својим извештајима Слобода у свету.
Тхе Ецономист је 2006. објавио рејтинг демократије, који је Русију поставио на 102. место међу 167 земаља и дефинисао је као „ хибридни режим са трендом сужавања медијских и других грађанских слобода“.
Према извештају Хуман Ригхтс Ватцх-а из 2016. године, стање људских права у Руској Федерацији наставља да се погоршава.
До 2016. године, четири године након Путиновог трећег председничког мандата, Руска Федерација је још више пала на рејтингу Фреедом Хоусе:
Кремљ је наставио са гушењем цивилног друштва, појачавајући притисак на домаће невладине организације (НВО) и жигошећи Националну задужбину за демократију са седиштем у САД и две групе које подржава филантроп милијардер Џорџ Сорош као „непожељне организације“. Режим је такође појачао свој чврсти стисак у медијима, засићујући информативни пејзаж националистичком пропагандом, потискујући најпопуларније алтернативне гласове.
Наводно, 2019. године, уз сталне напоре Француске и Немачке да спасу Москву од избацивања из европске организације за заштиту људских права, Русија би могла задржати своје место ако настави са плаћањем чланарине.

### Преглед проблема
Међународни посматрачи и домаћи посматрачи навели су бројне, често дубоко укорењене проблеме у земљи и својим залагањем грађани су од 1998. године упутили поплаву притужби Европском суду за људска права . До 1. јуна 2007. године, 22,5% нерешених предмета биле су притужбе њених грађана против Руске Федерације. Овај удео је стално растао од 2002. јер је 2006. године била 151 прихватљива пријава против Русије (од 1.634 за све земље), док је 2005. године била 110 (од 1.036), 2004. је била 64 (од 830), 2003. била је 7 (од 830), 2003. била је 7 (2003) и 2003. године. 12 (од 578).
Чеченија је представљала посебан проблем и током Другог чеченског рата, који је трајао од септембра 1999. до 2005. године, било је бројних случајева погубљења по пријеком поступку и присилног нестанка цивила. Према омбудсману Чеченске Републике, Нурдију Нухажијеву, најкомплекснији и најболнији проблем од марта 2007. године био је проналажење преко 2.700 отетих и присилно држаних грађана; анализа притужби грађана Чеченије показује да друштвени проблеми све чешће долазе у први план; две године раније, рекао је, притужбе су се углавном тицале кршења права на живот.
2024, истраживачки новински портал Проект проценио је да су руске власти процесуирале више од 116.000 активиста у последњих шест година, премашивши ниво политичке репресије под совјетским лидерима Никитим Хрушчовим и Леонидом Брежњевом.

#### НВО
Федерални закон од 10. јануара 2006. променио је правила која утичу на регистрацију и рад невладиних организација (НВО) у Русији. Затворено је, између осталих, и Друштво руско-чеченског пријатељства . Детаљан извештај Олге Гнездилове показао је да су мале, истински волонтерске организације непропорционално погођене захтевима нових процедура: за сада, веће НВО са значајним финансирањем нису биле погођене.
Након Путиновог реизбора у мају 2012. за трећи мандат за председника, донет је нови савезни закон, који захтева од свих невладиних организација које примају страна финансијска средства и „баш се у политичким активностима“ да се региструју као „ страни агенти “ при Министарству правде РФ. До септембра 2016. године 144 невладине организације су уврштене у Регистар, укључујући многе од најстаријих, најпознатијих и најугледнијих организација, како на међународном, тако и на домаћем плану. Влада може означити невладине организације као „непожељне“ да их казни и затвори. Чланови „непожељних организација“ могу бити кажњени новчано и затворски.

#### Атентати
Највећа забринутост била је резервисана за периодична неразјашњена убиства водећих опозиционих политичара, посланика, новинара и критичара власти, у земљи и понекад у иностранству. Према извештају BuzzFeed News из 2017. године, садашњи и бивши обавештајни агенти САД и Велике Британије рекли су том издању да верују да би руски атентатори, вероватно по наређењу владе, могли бити повезани са 14 смртних случајева на британском тлу које је полиција одбацила као несумњиве.
1998. године, заговорница људских права Галина Старовоитова убијена је у Санкт Петербургу на улазу у свој стан. Године 2003. Јуриј Шекочихин је мистериозно умро од болести, што је изазвало спекулације о његовој смрти, попут тровања. 2003. године убијен је либерални политичар Сергеј Јушенков . Године 2006. Александар Литвињенко је отрован полонијумом и умро. Британска истрага је закључила да је председник Путин "вероватно" одобрио његово убиство. 2006. године убијена је истраживачка новинарка Ана Политковскаја. 2009. године у Москви су убијени заговорник људских права Станислав Маркелов и новинарка Анастасија Бабурова. 2015. године у близини Кремља убијен је опозициони политичар Борис Њемцов. Новинар Николај Андрушченко је 2017. претучен на смрт.

#### Политички затвореници
Број за које се поуздано сматра да су политички затвореници нагло је порастао у последње четири године. У мају 2016. Меморијални центар за људска права је дао укупан број од 89. До маја 2017. Меморијал је сматрао да постоји најмање 117 политичких затвореника или затвореника савести (66 оптужених за припадност муслиманској организацији Хизб ут-Тахрир ал-Ислами која је забрањена у Русији од 2010. године). Међу овим затвореницима је и бранилац људских права Емир-Усеин Куку са Крима који је оптужен за припадност Хизб ут-Тахрир, иако негира било какву умијешаност у ову организацију. Амнести интернешенел је позвао на његово тренутно ослобођење.
У различито време међу затвореницима су били и браниоци људских права, новинари као што је Михаил Трепашкин, и научници као што је Валентин Данилов. Од 2007. године, лабаво формулисани закони против „екстремизма“ или „тероризма“ коришћени су да би се затворили често млади активисти који су протестовали у знак подршке слободи окупљања, против наводног масовног фалсификовања избора 2011. и, од 2014., против окупације Крима и највишег сукоба на Криму у Украјини. владу и државу. Политички затвореници су често подвргнути тортури у затворима и казненим колонијама.
Дана 10. маја 2014, украјински редитељ Олег Сентсов ухапшен је у Симферопољу на Криму. Одведен је у Русију, где је осуђен на 20 година затвора због наводних терористичких активности. Амнести интернешенел је сматрао да је суђење неправедно и позвао на ослобађање Сенцова. Хуман Ригхтс Ватцх је описао суђење као политичко шоу-суђење које позива на ослобађање филмског ствараоца. Сенцов је 7. септембра 2019. пуштен на слободу уз замену заробљеника.
У мају 2018. године, руске власти су затвориле Сервера Мустафајева, оснивача и координатора покрета за људска права Кримска солидарност и оптужен за „чланство у терористичкој организацији“. Амнести Интернатионал и Фронт Лине Дефендерс захтевају његово тренутно ослобађање.
Било је случајева напада на демонстранте које су организовале локалне власти.
Временом су неки од ових затвореника ослобођени или су, попут Игора Сутјагина, размењени са другим земљама за руске агенте који су држани у иностранству. Ипак, бројке настављају да расту. Према неким организацијама, сада има више од 300 појединаца који су или осуђени на затворске казне у Русији, или су тренутно у притвору у чекању суђења (у притвору или кућном притвору), или су побегли у иностранство или се сакрили, због прогона због својих уверења и покушаја да остваре своја права по руском уставу и међународним споразумима.
У априлу 2019, израелски држављанин који је носио 9,6 грама хашиша приведен је у Русији и осуђен на више од седам година затвора у октобру 2019. Ова реченица је имала политичке разлоге. Помилована је у јануару 2020.
Дана 22. јуна 2020. године, Организација за људска права заједно са Амнести интернешенел је написала заједничко писмо генералном тужиоцу Руске Федерације Игору Викторовичу Краснову. Они су у свом писму тражили ослобађање шесторице бранитеља људских права који су осуђени у новембру 2019. на затворске казне у распону од седам до 19 година због неоснованих оптужби за тероризам.
Амнести интернешенел је 17. јануара 2021. прогласио Алексеја Наваљног затвореником савести након што је притворен након повратка у Русију и позвао руске власти да га ослободе.
Русија је оптужена за талачку дипломатију и разменила је затворенике са Сједињеним Државама.
Руски председник Владимир Путин потписао је 4. марта 2022. године закон којим се уводи затворска казна до 15 година за оне који објављују „свесно лажне информације“ о руским оружаним снагама и њиховим операцијама, што је довело до тога да неки медији у Русији престану да извештавају о Украјини или затворе своје медије. Од децембра 2022. године, више од 4.000 људи је процесуирано према законима о „лажним вестима“ у вези са руском инвазијом на Украјину .
Почетком 2024. Ксенија Карелина је ухапшена у Јекатеринбургу и руска влада је оптужила за издају јер је послала 51,80 долара Разому, непрофитној организацији са седиштем у Њујорку која шаље хуманитарну помоћ Украјини. Суђење јој је почело 20. јуна 2024., а кривицу је признала 7. августа. Регионални судови у Свердловску и Јекатеринбургу осудили су је 15. августа 2024. на 12 година затвора.
Дана 17. јануара 2025. године, руски суд прогласио је кривим три адвоката — Игор Сергунин, Алексеј Липстер и Вадим Кабез — из опозиционе странке Алексеја Наваљног и осуђени на укупно пет година затвора. Оптужени су да су помогли Наваљном да изврши незаконите активности ван затвора.

## Правосудни систем
Правосуђе Русије је подложно манипулацији политичких власти према Амнести интернешенел . Према Уставу Русије, највише судије именује Савет Федерације, након што их именује председник Русије. Ана Политковскаја је у својој књизи Путинова Русија описала приче о судијама које нису следиле „наређења одозго” и биле су нападнуте или смењене са својих позиција. У отвореном писму написаном 2005. године, бивша судија Олга Кудешкина критиковала је председника московског градског суда О. Јегорову због „ препоруке судија да доносе исправне одлуке“, због чега је, наводно, више од 80 судија у Москви отишло у пензију у периоду од 2002. до 2005.
Током 1990-их, медији и групе за људска права су навелико извештавали да је руски затворски систем проблематичан. Било је великих заосталих предмета и одлагања суђења, што је резултирало дуготрајним притвором. Затворски услови су посматрани и испод међународних стандарда. Туберкулоза је била озбиљан, свеприсутан проблем. Групе за људска права процењују да око 11.000 затвореника и притвореника умре годишње, углавном због пренасељености, болести и недостатка медицинске неге. Извештај медија из 2006. године указује на кампању реформе затвора која је резултирала очигледним побољшањем услова. Швајцарска агенција за развој и сарадњу ради на реформи руских затвора од 1997. године, у складу са реформским напорима националне владе.
Владавина права је направила веома ограничен продор у кривично правосуђе од совјетског времена, посебно у дубоким провинцијама. Судови углавном следе политику неослобађајућих пресуда; у 2004. ослобађајуће пресуде су чиниле само 0,7 одсто свих пресуда. Судије зависе од администратора, који редом надмећу тужилаштва. Посао јавних тужилаца варира од лошег до суморног. Адвокати су углавном именовани од стране суда и слабо плаћени. Последњих година дошло је до наглог погоршања ситуације коју карактерише злоупотреба кривичног поступка, узнемиравање и прогон адвоката у политички осетљивим случајевима. Не поштују се принципи контрадикторности и равноправности странака у кривичном поступку.
Председник Борис Јељцин је 1996. године прогласио мораторијум на смртну казну у Русији . Међутим, руска влада и даље крши многа обећања која је дала приликом уласка у Савет Европе. Према речима Политковске, руске власти често гоне грађане који се жале Европском суду за људска права.
Судски систем је нашироко коришћен за сузбијање политичке опозиције  као у случајевима Пусси Риот, Алексеја Наваљног, Зареме Багавутдинове, и Вјачеслава Малцева и политичког непријатеља Кремијиног блока.
Извештај НВО Зона Права из 2019. под називом „Насиље снага безбедности: злочин без казне“ истакао је несразмерно велики број ослобађајућих пресуда и одбачених случајева против полицајаца у поређењу са укупном стопом ослобађајућих пресуда у руским судовима. Ово последње износи само 0,43%, док је у случају полицијских и војних званичника оптужених за насилну злоупотребу положаја, укључујући и смрт осумњиченог, скоро 4%. У исто време осуђени добијају и несразмерно благе пресуде – скоро половина њих су биле условне или новчане казне.
Године 2021. невладина организација Гулагу.нет објавила је огромну архиву видео снимака из руских затвора и казнених колонија са хиљадама сати снимака из прве руке мучења затвореника од стране затворских службеника, укључујући силовање и друге облике сексуалног напада као што је пенетрација палицама. Видео снимци покривају године 2015–2020, а ексфилтрирао их је бивши затвореник Сергеј Савељев који је био задужен за систем видео снимања затворских власти као ИТ специјалиста. Руске власти отпустиле су неколико затворских званичника инкриминисаних на овим видео снимцима, а Савељева су такође ставиле на потерницу због „незаконитог приступа осетљивим информацијама“. Злоупотреба је описана као део систематске технике која се користи широм земље за изнуђивање новца и лажних изјава сведока од стране ФСБ-а и органа за спровођење закона.

## Мучење и злостављање
Устав Русије забрањује произвољно притварање, мучење и злостављање. Поглавље 2, члан 21 устава каже: „Нико не може бити подвргнут мучењу, насиљу или било ком другом грубом или понижавајућем поступању или кажњавању“. Међутим, у пракси, руска полиција, Федерална служба безбедности  и затворски и затворски чувари су редовно примећени како некажњено практикују мучење — укључујући премлаћивање разним врстама пендрека, штапова и пендрека, водене битке, ношење врећа са песком итд. проток ваздуха, и „Метода Супермаркета“, која је иста, али са пластичном кесом на глави, струјни удари укључујући гениталије, нос и уши, везивање у стресним положајима, опекотине од цигарета, игле и електричне игле закуцане испод ексера, продужена суспензија, лишавање сна, ускраћивање сна са страним предметима, продирање страних предмета, губитак хране испитивање ухапшених осумњичених. Други метод тортуре је „телевизија“, која укључује присиљавање жртве да стане у чучањ са испруженим рукама испред себе држећи столицу или чак две столице, са седиштем окренутим према њима. Бивши војник Андреј Сичев морао је да ампутира обе ноге и гениталије после ове тортуре због гангрене изазване пресеченим крвотоком. Остале методе мучења укључују „рацк“ или „стретцх“, што подразумева вешање жртве на руке везане иза леђа, „фрижидер“, који подразумева излагање голе жртве, понекад поливене хладном водом, температурама испод нуле, „пећ“, где се жртва оставља на топлоти у малом простору, и „кинеска таблета за мучење“, где се жртва мучи на ногама. Омбудсман за људска права Олег Миронов је 2000. године проценио да је 50% затвореника са којима је разговарао тврдило да су били мучени. Амнести интернешенел је известио да се руске војне снаге у Чеченији баве мучењем.
Мучење у полицијским станицама, затворима, затворима и казненим колонијама је уобичајено и широко распрострањено. Доктори и медицинске сестре понекад такође учествују у мучењу и премлаћивању затвореника и осумњичених.
Познато је да руска полиција користи мучење као средство за изнуђивање изнуђених признања кривице.
Понекад полиција или затворски чувари запошљавају затворенике од поверења да туку, муче и силују осумњичене како би изнудили признање кривице. Ова метода мучења се зове "Пресинг Роом" или "Пресс Хут". Ти повереници добијају посебне затворске привилегије за мучење других затвореника.
У најекстремнијим случајевима, стотине невиних људи са улице биле су произвољно хапшене, пребијане, мучене и силоване од стране специјалних полицијских снага. Такви инциденти су се десили не само у Чеченији, већ иу руским градовима Благовешенску, Безецку, Нефтејуганску и другим. Радио Свобода („Радио Слобода“, део Радија Слободна Европа/Радио Слобода) је 2007. известио да су активисти за људска права и новинари који су „трпели од премлаћивања у бројним руским градовима“ у Москви створили незванични покрет „Русија претучена“.
У јуну 2013, грађевински радник Мартирос Демерчјан тврдио је да га је мучила полиција у Сочију. Демерчијана, који је провео седам недеља градећи стамбене објекте за Зимске олимпијске игре 2014, његов надзорник је оптужио за крађу електричних инсталација. Демерчјан је негирао оптужбе, али када се жртва вратио на посао како би наплатио плату, дочекало га је неколико полицајаца који су га тукли целу ноћ, поломили му два зуба и сексуално га напали пајсером. Њему је помоћ пружена у болници, али су лекари његовој породици рекли да нису пронашли озбиљне повреде на његовом телу.
Мучење и понижавање су такође распрострањени у Оружаним снагама Руске Федерације . Термин дедовшчина се односи на систематско злостављање нових регрута од стране војника са већим стажом. Многи младићи су сваке године убијени, силовани или изврши самоубиство због тога. Пријављено је да су неки млади мушки војни обвезници присиљени да раде као проститутке за „спољне клијенте“. Савез комитета војничких мајки Русије ради на заштити права младих војника.

## Злочин
Током 1990-их, пораст организованог криминала (погледајте Руска мафија и руски олигарси) и фрагментација и корупција агенција за спровођење закона у Русији поклопили су се са наглим порастом насиља над пословним личностима, административним и државним званичницима и другим јавним личностима. Други председник Русије Владимир Путин наследио је ове проблеме када је ступио на дужност, а током своје предизборне кампање 2000. године, нови председник је добио подршку народа истичући потребу да се успостави ред и закон и да се у Русији успостави владавина права као једини начин да се поврати поверење у економију земље.
Према подацима Демоскоп Веекли-а, стопа убистава у Русији показала је пораст са нивоа од 15 убистава на 100.000 људи у 1991. на 32,5 у 1994. години. Затим је пао на 22,5 1998. године, након чега је уследио пораст на максималну стопу од 30,5 у 2002. години, а затим пад на 20 убистава на 100.000 људи 2006. Упркос позитивној тенденцији смањења, руски индекс убистава по глави становника остаје један од највиших у свету са петим највећим од 62 земље.
Са стопом затворске популације од 611 на 100.000 становника, Русија је била друга после Сједињених Држава (подаци из 2006. године). Надаље, криминолошке студије показују да је за првих пет година од 2000. године у поређењу са просеком од 1992. до 1999. године, стопа разбојништава већа за 38,2%, а стопа злочина повезаних са дрогом већа за 71,7%.

### Насиље у породици
Русија има високу стопу насиља у породици у поређењу са другим европским земљама као што је Велика Британија. Русија је декриминализовала насиље у породици првог прекршаја 2017. године, чиме је максимална казна постала административна казна за повреду која није довела до хоспитализације. Жртве описују потешкоће у добијању заштите од полиције које су довеле до тешког сакаћења или смрти, и културни конзервативизам који насиље у породици сматра породичним, а не државним питањем, и негира концепт силовања у браку . Руска православна црква помогла је да се порази нацрт закона из 2019. којим би се по први пут у Русији увеле забране приласка и додале затворске казне за породично злостављање првог дела. Црква је закон назвала „антипородичним“ и окривила за њега „радикалну феминистичку идеологију“.
Током пандемије KОВИД-19 у Русији, неке жене су кажњене због кршења правила карантина када су побегле од својих насилника, што је довело до промена у прописима. Влада је 2020. смањила средства за борбу против насиља у породици за 88% у односу на претходну годину. Свака организација за борбу против насиља у породици која добије међународна средства подлеже регистрацији код владе и мора да означи све своје материјале као "страни агент". Рекламна агенција Room 485 је 2020. године покренула кампању против популарног осећања „ако те туче, значи да те воли“.

### Дискриминација
7. децембра 2011. године декриминализована је дискриминација без коришћења службеног положаја. Дискриминација коришћењем службеног положаја остаје формално инкриминисана, али се члан 136 Кривичног законика Руске Федерације практично не примењује.

## Политичка слобода

### Избори
У Русији су одржани избори 4. децембра 2011. Европски парламент је позвао на нове слободне и поштене изборе и хитну и потпуну истрагу свих пријава о превари. Према речима посланика ЕП, Русија није испунила изборне стандарде које је дефинисала Организација за европску безбедност и сарадњу (ОЕБС). Прелиминарни налази Канцеларије за демократске институције и људска права ОЕБС-а (ОДИХР) извештавају о процедуралним повредама, недостатку медијске непристрасности, узнемиравању независних посматрача и одсуству раздвајања између странке и државе.

### Прогон научника
Било је неколико случајева у којима је ФСБ оптужио научнике да су наводно одавали државне тајне страним држављанима, док су оптужени и њихове колеге тврдили да су информације или технологија засновани на већ објављеним изворима са којих је скинута тајна. Иако су случајеви често изазивали реаговање јавности, сами предмети су у већини случајева држани у затвореним коморама, без медијског извештавања или јавног надзора.
Научници у питању су:
- Игор Сутјагин (осуђен на 15 година).[120]
- Евгениј Афанасјев и Свјатослав Бобишев, (осуђени на 12 и по и 12 година).[121]
- Научник Игор Решетин и његови сарадници у руском истраживачу ракета и свемира ЦНИИМасх-Екпорт.
- Физичар Валентин Данилов (осуђен на 14 година).[47]
- Физички хемичар Олег Коробеиничев (држан под писменим обећањем да неће напуштати град од 2006.[122] У мају 2007. ФСБ је затворио случај против њега због „одсуства тела злочина“. У јулу 2007. тужиоци су се јавно извинили Коробеиничеву [123] због „слике шпијуна).
- Академик Оскар Каибисхев (осуђен 6 година условне казне и новчана казна од 132.000 долара).[124][125]

Еколог и новинар Александар Никитин, који је радио са фондацијом Беллона, такође је оптужен за шпијунажу. Објавио је материјал који открива опасности које представља нуклеарна флота руске морнарице. Ослобођен је 1999. године након што је провео неколико година у затвору (његов случај је 13 пута слан на поновну истрагу док је остао у затвору). Остали случајеви кривичног гоњења су случајеви истраживачког новинара и еколога Григорија Пашка, осуђеног на три године затвора и касније пуштеног под општом амнестијом, Владимира Петренка који је описао опасности које представљају залихе војног хемијског рата и који је седам месеци држан у истражном затвору, и Фунчурног председника Николаја С. Фунчинског С. у притвору у трајању од шест месеци.
Виктор Орехов, бивши капетан КГБ-а који је помагао совјетским дисидентима и осуђен на осам година затвора у совјетско доба, осуђен је 1995. на три године затвора због наводног поседовања пиштоља и часописа. После годину дана пуштен је и напустио земљу.
Вил Мирзајанов је кривично гоњен због чланка из 1992. у којем је тврдио да је Русија радила на хемијском оружју за масовно уништење, али је добио случај и касније емигрирао у Сједињене Државе 
Владимир Казанцев, који је обелоданио незакониту куповину уређаја за прислушкивање од страних фирми, ухапшен је у августу 1995. године и пуштен крајем године, али случај није затворен. Истражитељ Михаил Трепашкин је у мају 2004. осуђен на четири године затвора.
Новинар Владимир Рахманков је 9. јануара 2006. осуђен због наводне клевете председника у његовом чланку „Путин као фалични симбол Русије“ на казну од 20.000 рубаља (око 695 УСД).
Политичке дисиденте из бивших совјетских република, као што су ауторитарни Таџикистан и Узбекистан, ФСБ често хапси и изручује овим земљама ради кривичног гоњења, упркос протестима међународних организација за људска права. Специјалне службе безбедности Таџикистана, Узбекистана, Туркменистана и Азербејџана такође киднапују људе на територији Русије, уз имплицитно одобрење ФСБ-а.
Многи људи су такође држани у притвору како би били спречени да демонстрирају током самита Г8 2006. године .

## Повреде људских права у вези са пословањем
У Русији је постојао велики број случајева кршења људских права повезаних са пословањем. Међу осталим злоупотребама, ово најочигледније укључује злоупотребу члана 17 Универзалне декларације о људским правима . Ово укључује случај бивших челника нафтне компаније Јукос, Михаила Ходорковског и Платона Лебедева, које је Амнести интернешенел прогласио затвореницима савести, и случај адвоката Сергеја Магнитског, чији су напори да разоткрије заверу криминалаца и корумпираних органа за спровођење закона довели до тога да су га затворили у смрт. Сличан случај је била и смрт у притвору пословне жене Вере Трифонове, која је била у затвору због наводне преваре. Овакви случајеви су допринели сумњи у другим земљама у руски правосудни систем, што се манифестовало у одбијању руских захтева за екстрадицију бизнисмена који беже у иностранство. Значајни примери за то су случајеви тајкуна Бориса Березовског и бившег потпредседника Јукоса Александра Темерка у Великој Британији, медијског магната Владимира Гусинског у Шпанији  и Грчкој, Леонида Невзлина у Израелу  и Ивана Колесникова на Кипру. Случај који ће тестирати став француских власти према овом питању је случај поморског магната Виталија Архангелског. Открића Викиликса указују на низак ниво поверења које друге владе имају у руску владу по таквим питањима. Случајеви који укључују велике компаније могу добити покривеност у светским медијима, али постоји много других случајева који су подједнако вредни пажње: типичан случај укључује експропријацију имовине, при чему криминалци и корумпирани службеници за спровођење закона сарађују на подизању лажних оптужби против пословних људи, којима је речено да морају да предају имовину како би избегли кривични поступак против њих. Истакнути борац против оваквих злоупотреба је Иана Иаковлева, и сама жртва која је основала групу Пословна солидарност након своје искушења.

## Сумњива убиства
Неки руски опозициони посланици и истраживачки новинари су осумњичени да су убијени током истраге о корупцији и наводним злочинима које су извршили државни органи или ФСБ : Алексеј Наваљни, Сергеј Јушенков, Јуриј Шчекочихин, Александар Литвињенко, Галина Старовоитова, Ана Политковскаја, Ана Политковскаја.
Обавештајне службе САД и Велике Британије верују да руска влада и тајне службе стоје иза најмање четрнаест циљаних убистава на британском тлу.

## Ситуација у Чеченији
Политика руске владе у Чеченији изазива међународну забринутост. Пријављено је да су руске војне снаге киднаповале, мучиле и убиле бројне цивиле у Чеченији, али су чеченски сепаратисти такође починили злостављања и терористичке акте, као што су отмице људи за откуп  и бомбардовање московских метро станица. Групе за људска права критикују случајеве нестанка људи у притвору руских званичника. Пријављена су и систематска незаконита хапшења и мучења које су спроводиле оружане снаге под командом Рамзана Кадирова и Федералног министарства унутрашњих послова. Има извештаја о репресијама, информационој блокади и атмосфери страха и очаја у Чеченији.
Према извештајима Меморијала, у Чеченској Републици, као и у суседној Ингушетији, постоји систем „транспорта насиља“. Људи се сумњиче за злочине повезане са деловањем сепаратистичких одреда, незаконито их притварају припадници безбедносних агенција, а потом нестају. Након неког времена неки притвореници се налазе у притворским центрима, док неки наводно заувек нестану, а неки бивају мучени да би признали злочин или/или да оклеветају неког другог. Психолошки притисак је такође у употреби. Позната руска новинарка Ана Политковскаја упоредила је овај систем са Гулагом и навела број од неколико стотина случајева.
Неколико новинара је убијено у Чеченији наводно због извештавања о сукобу. Списак имена укључује мање и више познатих: Синтија Елбаум, Владимир Житаренко, Нина Јефимова, Јоцхен Пиест, Фаркхад Керимов, Наталија Аљакина, Шамхан Кагиров, Виктор Пименов, Надежда Чајкова, Надежда Чајкова, Надежда Чајкова, Шамил Гизов, Рамизан Гихида и Епендев Владимир Јацина, Александар Јефремов, Роди Скот, Пол Клебников, Магомедзагид Варисов, Наталија Естемирова и Ана Политковскаја.
Како је известио комесар за људска права Савета Европе Томас Хамарберг 2009. године, „претходни војни сукоби, понављајући терористички напади (укључујући самоубилачке бомбашке нападе), као и широко распрострањена корупција и клима некажњивости су мучили регион“.
Према подацима Центра за људска права Меморијал, укупан број наводних отмица у Чеченији био је 42 током целе 2008. године, док је већ у прва четири месеца 2009. било 58 таквих случајева. Од ових 58 особа, 45 је пуштено, 2 су пронађене мртве, 4 су нестале, а 7 је пронађено у полицијским притворским јединицама. Током 2008. године поднете су 164 кривичне пријаве на радње снага безбедности, од којих је 111 усвојено. У првој половини 2009. године поднете су 52 такве жалбе, од којих је 18 уважено.
Савезне власти су 16. априла 2009. године укинуле режим противтерористичке операције (ЦТО) у Чеченији. Након тога, чеченске власти сносе примарну одговорност за борбу против тероризма у Републици. Међутим, укидање режима ЦТО није праћено смањењем активности илегалних оружаних група у Чеченији.
Постоје извештаји о праксама колективног кажњавања рођака наводних терориста или побуњеника: казнено паљење кућа и даље је једна од тактика против породица наводних побуњеника. Чеченске власти су потврдиле овакве инциденте и истакле да је „такве праксе било тешко спречити јер су проистекле из распрострањених обичаја освете“, међутим, предузимају се едукативни напори да се такви инциденти спрече, уз активно учешће сеоских старешина и муслиманских свештеника, а исплаћена је одштета многим жртвама казнених паљења кућа.

### 2010
Чеченски лидер Рамзан Кадиров влада Чеченском Републиком деспотизмом и репресијом. У Чеченији постоје геј концентрациони логори у којима се муче и погубљују хомосексуалци. У септембру 2017. Татјана Москалкова, званична представница владе за људска права, састала се са чеченским властима како би разговарала о списку од 31 особе која је недавно вансудско убијена у тој републици.

## Невладине организације
Доњи дом руског парламента усвојио је предлог закона 370-18 којим се од локалних огранака страних невладиних организација (НВО) захтева да се пререгиструју као руске организације које подлежу руској јурисдикцији, а тиме и строжија финансијска и законска ограничења. Закон даје руским званичницима надзор над локалним финансијама и активностима. Предлог закона су оштро критиковали Хјуман рајтс воч, организација Меморијал и Фондација ИНДЕМ због могућих ефеката на међународно праћење стања људских права у Русији. У октобру 2006. године на основу овог закона обустављене су активности многих страних невладиних организација; званичници су рекли да су "суспензије једноставно резултат неуспјеха приватних група да испуне законске захтјеве, а не политичке одлуке државе. Групама ће бити дозвољено да наставе са радом након што се њихове регистрације заврше."  Још један обрачун уследио је 2007.
Године 2015. дошло је до распуштања неколико невладиних организација након што су се регистровали као страни агенти према руском закону о страним агентима из 2012. године и гашења невладиних организација према руском закону о непожељним организацијама из 2015. године.
У марту 2016. Русија је објавила затварање Канцеларије високог комесара УН за људска права у Москви.

## Слобода вероисповести
Устав Русије гарантује слободу вероисповести и једнакост свих вероисповести пред законом, као и одвојеност цркве од државе. Владимир Путин је у свом извештају омбудсмана из 2005. године тврдио да је „руска држава постигла значајан напредак у поштовању верских слобода и законитом деловању верских удружења, превазилажењу наслеђа тоталитаризма, доминације једне идеологије и партијске диктатуре“. Међутим, извештаји о верском злостављању и даље стижу из Русије. Према Међународном хришћанском концерну, током 2021. године „у Русији су се појачале реконструкције верских слобода“. Током јуна 2021. године, Форум 18 је истакао да „двоструко више затвореника савести служи казну или се налази у притвору чекајући жалбе за остваривање слободе вероисповести или уверења него у новембру 2020. године“. Многи религиозни научници и организације за људска права недавно су говориле о злоупотребама које се дешавају у Русији над мањинама. Амерички Стејт департмент сматра Русију једним од „најгорих нарушилаца” верских слобода у свету.
Алваро Гил-Роблес је нагласио да количина државне подршке коју пружају и савезне и регионалне власти варира за различите верске заједнице. У складу с тим, федералне и локалне власти не поштују увек католике као и друге религије.
Владимир Лукин је још 2005. године приметио да грађани Русије тада ретко доживљавају повреде слободе савести (загарантоване чланом 28 Устава). Комесаријат је годишње прихватао између 200 и 250 притужби о кршењу права, најчешће од верника, који представљају различите вероисповести: православне (али не припадају московској патријаршији), староверце, муслимане, протестанте и друге. Ана Политковскаја је описала случајеве кривичног гоњења, па чак и убистава муслимана од стране руских органа за спровођење закона на Северном Кавказу. Међутим, има доста муслимана у вишој влади, Думи и бизнису.
Појавила се додатна забринутост због ограничења права грађана на удруживање (члан 30. Устава). Како је Владимир Лукин приметио пре више од 15 година, да је број регистрованих верских организација у сталном порасту (22.144 у 2005.), међутим тренутно све већи број верских организација не успева да постигне правно признање или им је одузето претходно дато правно признање: нпр. Јеховини сведоци, Међународно друштво за Кришну и други.
Као одговор, Дума је у октобру 1997. усвојила нови, рестриктивни и потенцијално дискриминаторски закон. Закон је веома сложен, са много двосмислених и контрадикторних одредби. Најконтроверзније одредбе закона раздвајају верске „групе“ и „организације“ и уводи правило од 15 година, које омогућава групама које постоје 15 година или дуже да добију акредитовани статус. Према речима руског свештеника и дисидента Глеба Јакуњина, нови верски закон „у великој мери фаворизује Руску православну цркву на рачун свих других религија, укључујући јудаизам, католицизам и протестантизам“, и представља „корак уназад у процесу демократизације Русије“. Од 2017. Јеховини сведоци су суочени с прогоном из нејасних разлога.
Тврдњу да се гарантује „искључивање сваке правне, административне и фискалне дискриминације такозваних нетрадиционалних конфесија“ усвојила је ПССЕ у јуну 2005.

## Слобода кретања
Више од четири милиона запослених везаних за војску и безбедносне службе забрањено је да путују у иностранство према правилима донетим током 2014.
У септембру 2022. Владимир Путин је потписао декрет којим се уводи затворска казна до 15 година за ратна дела, укључујући добровољну предају и дезертерство током мобилизације или рата.

## Слобода медија
Репортери без граница стављају Русију на 147. место у Светском индексу слободе медија (са листе од 168 земаља). Према подацима Комитета за заштиту новинара, 47 новинара је убијено у Русији због своје професионалне делатности, од 1992. године (од 15. јануара 2008. године). Тридесет је убијено током владавине председника Бориса Јељцина, а остали су убијени за време председника Владимира Путина . Према подацима Фондације за одбрану Гласности, у 2007. години било је 8 случајева сумњиве смрти новинара, као и 75 напада на новинаре и 11 напада на редакције. У 2006. години, бројке су биле 9 смртних случајева, 69 напада и 12 напада на канцеларије. У 2005. години, списак свих случајева укључивао је 7 смртних случајева, 63 напада, 12 напада на редакције, 23 инцидента цензуре, 42 кривична гоњења, 11 незаконитих отпуштања, 47 случајева притвора од стране милиције, 382 тужбе, ометање, 233 случаја затварања уредништва, 233 случаја редакције. деложација, 28 конфискација штампане продукције, 23 случаја обустављања емитовања, 38 одбијања да се дистрибуира или штампа продукција, 25 дела застрашивања и 344 друга кршења права руских новинара.
У Москви је убијена руска новинарка Ана Политковскаја, позната по својим критикама руских акција у Чеченији и прокремљанске чечијске владе. Бивши официр КГБ-а Олег Гордијевски верује да убиства писаца Јурија Шчекочихина (аутора Робова КГБ-а), Ане Политковске и Александра Литвињенка показују да се ФСБ вратио пракси политичких убистава, коју је у прошлости практиковало Одељење Тринаестог КГБ-а.
Опозициона новинарка Јевгенија Албатс је у интервјуу са Едуардом Штајнером изјавила: „Данас се директори телевизијских канала и новина позивају сваког четвртка у Кремљску канцеларију заменика шефа администрације Владислава Суркова да сазнају које вести треба да се изнесу и где. Новинари се купују огромним платама.
Према Амнести интернешенел током и након Зимских олимпијских игара 2014, руске власти су усвојиле све нападнију антизападну и антиукрајинску реторику, која је наишла на широк одјек у мејнстрим медијима под контролом владе. Уследио је Руско-украјински рат и увођење међународних санкција.
Дана 28. маја 2020., седам новинара и писац приведени су током мирног протеста. Одржавали су појединачне пикете у знак подршке претходно приведеним новинарима. Московска полиција је 29. маја 2020. ухапсила још 30 људи, укључујући новинаре, активисте и представнике округа.
Дана 6. јула 2020. године, руски суд је осудио новинарку Светлану Прокопјеву због лажне оптужбе за тероризам. Она је кажњена са 500.000 рубаља (око 7.000 долара). Ради за Ехо Москве и Радио Слободна Европа . У својој радио емисији из новембра 2018. о нападу бомбаша самоубице на зграду Федералне службе безбедности (ФСБ) у Архангелску, она је критиковала владу због њене репресивне политике и гушења слободе окупљања и слободе говора који су онемогућили мирни активизам. У јулу 2019. године, она је наведена као „терористи и екстремисти“, а власти јој замрзавају имовину. У септембру 2019. године званично је оптужена за „пропаганду тероризма“ која је у потпуности заснована на њеном емитовању на радију.
Руски цензурни апарат Роскомнадзор наредио је медијским организацијама да избришу приче које руску инвазију на Украјину 2022. описују као „напад“, „инвазију“ или „објаву рата“. Роскомнадзор је покренуо истрагу против Новаја газета, Ехо Москве, иноСМИ, МедиаЗона, Нев Тимес, ТВ Раин и других руских медија због објављивања „нетачних информација о гранатирању украјинских градова и цивилним жртвама у Украјини као последица деловања руске војске“. Руске власти су 1. марта 2022. блокирале приступ Ехо Москве и ТВ Раин, последњој независној руској ТВ станици , тврдећи да шире „намерно лажне информације о акцијама руског војног особља“. Поред тога, Роскомнадзор је запретио да ће блокирати приступ руској Википедији у Русији због чланка „ Вторжение России на Украину (2022) “ („Руска инвазија на Украјину (2022)“), тврдећи да чланак садржи „незаконито дистрибуиране информације“, укључујући „извештаје о бројним жртвама међу службеницима Руске Федерације, као и међу цивилним становништвом Украјине“.
Роскомнадзор је 4. марта 2022. блокирао приступ неколико страних медија, укључујући ББЦ Њуз Рашан, Глас Америке, РСЕ/РЛ, Дојче веле и Медузу, као и Фејсбук и Твитер .
Председник Владимир Путин је 4. марта 2022. године потписао закон којим се уводи затворска казна до 15 година за оне који објављују „свесно лажне информације“ о руској војсци и њеним операцијама, што је довело до тога да неки медији престану да извештавају о Украјини. Више од 1.000 руских новинара побегло је из Русије од фебруара 2022. Хју Вилијамсон, директор за Европу и централну Азију у Хуман Ригхтс Ватцх-у, рекао је да су „ови нови закони део немилосрдног напора Русије да сузбије сва неслагања и осигура да [руско] становништво нема приступ информацијама које су у супротности са наративом Кремља о инвазији на Украјину“. У фебруару 2023. руска новинарка Maria Ponomarenko је осуђена на шест година затвора због објављивања информација о ваздушном нападу на театар Мариупољ.
У марту 2022, руски новинар Александар Невзоров писао је председнику руског истражног комитета Александру Бастрикину да руски закони о ратној цензури из 2022. крше одредбе Устава Русије о слободи говора . Устав Русије изричито забрањује цензуру у члану 29 Поглавља 2, Права и слободе човека и грађанина. Од децембра 2022. године, више од 4.000 људи је процесуирано према законима о „лажним вестима“.
Дана 13. јула 2022. године, стручњаци Уједињених нација за људска права осудили су континуирани и појачани удар Русије на групе цивилног друштва, бранитеље људских права и медије. Већина независних руских медија је затворена да би се избегло кривично гоњење, или су блокирани заједно са десетинама страних медија. Од многих хиљада Руса који су мирно протестовали против руске инвазије на Украјину, више од 16.000 њих, укључујући многе бранитеље људских права, је приведено.
Руски новинар Иван Сафранов је 5. септембра 2022. осуђен на 22 године затвора због оптужби за „издају“. Руски дневни лист Комерсант назвао је оптужбе за издају „апсурдним“. У јуну 2019, Комерсант је на руским судовима оптужен за одавање државне тајне; према ББЦ Невс-у, случај је заснован на чланку чији је коаутор Сафронов  о руској продаји борбених авиона Египту.

## Слобода окупљања
Устав Русије (1993) прописује слободу окупљања да грађани Руске Федерације имају право да се окупљају мирно, без оружја, и да одржавају митинге, митинге, демонстрације, маршеве и пикете.
Према Амнести интернешенел (извештај из 2013.), мирне протесте широм Русије, укључујући окупљања малих група људи који нису представљали никакву јавну претњу или непријатности, полиција је рутински растеривала, често уз прекомерну силу. Дан пре инаугурације председника Путина, мирне демонстранте против избора на Тргу Болотна у Москви зауставила је полиција. 19 демонстраната суочило се са кривичним пријавама у вези са догађајима које су власти окарактерисале као "масовне немире". Неколико водећих политичких активиста именовано је као сведоци у овом случају, а њихови домови су претресени у операцијама које су нашироко преносиле телевизијске канале под државном контролом. Током 6. и 7. маја, стотине мирних појединаца је ухапшено широм Москве. Према Амнести интернешенел, полиција је употребила прекомерну и незакониту силу против демонстраната током протеста на Тргу Болотнаја 6. маја 2012. Ухапшене су стотине мирних демонстраната.
Према руском закону који је уведен 2014. године, за одржавање демонстрација без дозволе власти може се изрећи новчана казна или притвор до 15 дана, а за три прекршаја могу се изрећи затворске казне до пет година. Самостални протести резултирали су новчаним казнама и затворском казном од три године.
Дана 9. јуна 2020, феминистичка блогерка Јулија Цветкова оптужена је за „ширење порнографије“. Она води групу друштвених медија која подстиче позитивност тела и протестује против друштвених табуа везаних за жене. Она је стављена у кућни притвор од пет месеци и забрањено јој је путовање. 27. јуна 2020. 50 руских медија организовало је „Медијски штрајк за Јулију“, апелујући на владу да одустане од свих оптужби против Јулије. Током кампање, активисти су мирно протествовали против власти на појединачним пикерима. Полиција је привела 40 активиста због подршке Јулији Цветковој. Хуман Ригхтс Ватцх је позвао власти да одбаце све оптужбе против Јулије да је феминисткиња и активисткиња ЛГБТК особа.
Human Rights Watch је 10. јула 2020. саопштио да је неколико новинара у Русији приведено у гушењу мирних протеста и суочавају се са казнама. ХРВ позива руске власти да повуку оптужбе против демонстраната, новинара и прекину нападе на слободу изражавања .
Human Rights Watch је 4. августа 2020. године позвао руске власти да повуку оптужбе против Јулије Гаљамине, одборнице скупштине општине, која је оптужена за организовање и учешће у недозвољеним демонстрацијама, иако су биле мирне. Њено тужилаштво је нарушило поштовање слободе окупљања .
12. августа 2021. године, извештај Амнести интернешенела „РУСИЈА: НЕМА МЕСТА ЗА ПРОТЕСТЕ“ у коме се наводи да су руске власти готово онемогућиле демонстрантима да остваре своје право на слободу мирног окупљања. Организација је такође оптужила Русију за сузбијање мирних протеста користећи грубу полицијску тактику и коришћење рестриктивних закона.

## Етничке мањине
Руска Федерација је мултинационална држава са преко 170 етничких група које су означене као националности, а становништво ових група се веома разликује, од милиона у случају Руса и Татара до испод десет хиљада у случају Ненеца и Самаца. Међу 83 субјекта који чине Руску Федерацију, постоји 21 национална република (која би требало да буде дом одређене етничке мањине), 5 аутономних округа (обично са значајном или претежном етничком мањином) и аутономна област . Међутим, како је комесар за људска права Савета Европе Гил-Роблес приметио у извештају из 2004. године, без обзира да ли је регион „националан” или не, сви грађани имају једнака права и нико није привилегован или дискриминисан на основу своје етничке припадности.
Како је Гил-Роблес приметио, иако су сарадња и добри односи и даље генерално правило у већини региона, тензије се јављају, чије порекло варира. Њихови извори укључују проблеме који се односе на народе који су били под стаљинистичком репресијом, социјалне и економске проблеме који изазивају тензије између различитих заједница, те ситуацију у Чеченији и повезане терористичке нападе са резултирајућим непријатељством према људима са Кавказа и централне Азије, које поприма облик дискриминације и отвореног расизма према групама о којима је реч.
Комитет министара Савета Европе је у мају 2007. изразио забринутост што Русија још увек није усвојила свеобухватно антидискриминацијско законодавство, а постојеће одредбе против дискриминације се ретко користе упркос пријављеним случајевима дискриминације.
Као што је Гил-Роблес приметио 2004. године, мањине су генерално заступљене у локалним и регионалним властима и активно учествују у јавним пословима. Гил-Роблес је истакао степен сарадње и разумевања између различитих националности које живе на истом подручју, као и улогу регионалних и локалних власти у етничком дијалогу и развоју. Уз то, Комитет министара је 2007. године констатовао одређене застоје у учешћу мањина у јавном животу, укључујући укидање федералних одредби о квотама за старосједилачко становништво у регионалним законодавним тијелима.
Иако Устав Руске Федерације признаје руски као службени језик, поједине републике могу прогласити један или више службених језика. Већина предмета има најмање два — руски и језик „епонимне“ националности. Као што су министри приметили 2007. године, у већини субјеката федерације постоји жива сцена на мањинским језицима, са више од 1.350 новина и часописа, 300 ТВ канала и 250 радио станица на преко 50 мањинских језика. Штавише, ново законодавство дозвољава употребу мањинских језика у федералном радио и ТВ емитовању.
У 2007. години било је 6.260 школа које су пружале наставу на 38 мањинских језика. Преко 75 мањинских језика предавало се као дисциплина у 10.404 школе. Министри Савета Европе су приметили напоре да се побољша снабдевање уџбеницима и наставницима на мањинским језицима, као и већа доступност наставе на језицима мањина. Међутим, како су министри примијетили, и даље постоје недостаци у приступу образовању припадника одређених мањина.
Постоји више од 2.000 јавних удружења националних мањина и 560 националних културних аутономија, али Комитет министара је констатовао да је у многим регионима обим државне подршке очувању и развоју мањинских култура још увек неадекватан. Алваро Гил-Роблес је 2004. приметио да постоји значајна разлика између „епонимних“ етничких група и националности без сопствене националне територије, пошто су ресурси ових последњих релативно ограничени.
Русија је такође дом одређене категорије мањинских народа, односно малих домородачких народа севера и далеког истока, који одржавају веома традиционалан начин живота, често у опасним климатским условима, док се прилагођавају савременом свету. Након пада Совјетског Савеза, Руска Федерација је донела закон за заштиту права малих северних аутохтоних народа. Гил-Роблес је приметио споразуме између представника аутохтоних народа и нафтних компанија, који треба да надокнаде потенцијалну штету стаништима људи услед истраживања нафте. Како је Комитет министара Савета Европе приметио 2007. године, упркос неким иницијативама за развој, на друштвену и економску ситуацију бројчано малог аутохтоног становништва утицале су недавне измене закона на савезном нивоу, којима су уклоњене неке позитивне мере у погледу њиховог приступа земљишту и другим природним ресурсима.
Алваро Гил-Роблес је 2004. приметио да је, као и многе европске земље, Руска Федерација такође домаћин многим странцима који, када су концентрисани у одређеном подручју, чине такозване нове мањине, које имају проблеме, на пример, са лечењем због одсуства регистрације. Они који су регистровани наилазе на друге проблеме интеграције због језичких баријера.
Комитет министара је 2007. године приметио да, упркос напорима да се побољша приступ регистрацији пребивалишта и држављанству за националне мањине, те мере још увек нису регулисале ситуацију свих заинтересованих.

## Странци и мигранти
У октобру 2002. године Руска Федерација је увела ново законодавство о законским правима странаца, дизајнирано да контролише имиграцију и разјасни права странаца. Упркос овом законском достигнућу, од 2004. године, бројне стране заједнице у Русији суочиле су се са потешкоћама у пракси (према Алвару Гил-Роблесу).
Од 2007. године, скоро 8 милиона миграната је званично регистровано у Русији, док је неких 5-7 милиона миграната немају легалан статус.
Већина странаца који долазе у Русију траже посао. У многим случајевима немају прелиминарне уговоре или друге споразуме са локалним послодавцем. Типичан проблем је илегалан статус многих странаца (тј. нису пријављени и немају личне исправе), што их лишава било какве социјалне помоћи (од 2004. године) и често доводи до њихове експлоатације од стране послодавца. Упркос томе, страни радници и даље имају користи, што са наизглед неспремношћу регионалних власти да реше проблем представља својеврсни модус вивенди . Како је Гил-Роблес приметио, лако је замислити да илегални статус многих странаца ствара основу за корупцију. Илегални имигранти, чак и ако су провели неколико година у Русији, могу у сваком тренутку бити ухапшени и смештени у притворске центре за илегалне имигранте ради даљег протеривања. Од 2004. године, услови живота у притворским центрима су веома лоши, а процес протеривања нема финансијских средстава, што може продужити притвор имиграната месецима или чак годинама. Уз то, Гил-Роблес је уочио чврсту политичку опредељеност да пронађе задовољавајуће решење међу властима са којима је разговарао.
Постоји посебан случај бивших совјетских грађана (тренутно држављани Руске Федерације). Распадом Совјетског Савеза, Руска Федерација се прогласила за наставак Совјетског Савеза и чак је заузела место СССР-а у Савету безбедности УН. Сходно томе, Закон о држављанству из 1991. признао је све бивше совјетске грађане са сталним пребивалиштем у Руској Федерацији као руске држављане. Међутим, људи рођени у Русији који нису били на руској територији када је закон ступио на снагу, као и неки људи рођени у Совјетском Савезу који су живели у Русији, али нису имали формално пребивалиште, нису добили руско држављанство. Када су 31. децембра 2003. бивши совјетски пасоши постали неважећи, ти људи су преко ноћи постали странци, иако су многи од њих Русију сматрали својом домовином. Већини је одузет де фацто статус држављана Руске Федерације, изгубили су право да остану у Руској Федерацији, чак су им одузете пензије и медицинска помоћ. Њихов морал је такође озбиљно погођен јер се осећају одбачено.
Други посебан случај су мешкетски Турци. Жртве Стаљинове депортације из Јужне Грузије и погрома 1989. у долини Фергане у Узбекистану, неке од њих су на крају распршене у Русији. Док је у већини региона Русије Турцима Месхетинима аутоматски дато руско држављанство, у Краснодарском крају око 15.000 Турака Месхетиана је лишено било каквог правног статуса од 1991. Нажалост, чак ни мере које је предузео Алваро Гил-Роблес 2004. нису натерале власти Краснодара да промене свој став; Владимир Лукин је у извештају из 2005. године то назвао „кампања коју су покренуле локалне власти против одређених етничких група“. Излаз за значајан број мешкетинских Турака у Краснодарском крају постало је пресељење у Сједињене Државе. Како је Владимир Лукин приметио 2005. године, сличан проблем је био са 5,5 хиљада Јазида који су се пре распада СССР-а доселили у Краснодарски крај из Јерменије . Само хиљаду њих је добило држављанство, остали нису могли да се легализују.
Руска Федерација је 2006. године, на иницијативу Владимира Путина, усвојила закон који је у циљу „заштите интереса староседеоца Русије“ предвиђао значајна ограничења присуства странаца на руским велепродајним и малопродајним тржиштима.
Постојала је кратка кампања често произвољног и незаконитог притварања и протеривања етничких Грузијаца под оптужбом за кршење виза и разбијање предузећа и организација у грузијском власништву или са грузијском тематиком 2006. године, као део грузијско-руске шпијунске контроверзе 2006. године.
Њусвик је известио да је, „[2005.] око 300.000 људи кажњено због имиграционих прекршаја само у Москви. [У 2006.], према Цивилној помоћи, бројке су много пута веће“.
Новинар Волстрит џорнала, Еван Гершкович, ухапшен је у марту 2023. године у Русији због оптужби за шпијунажу . Бајденова администрација идентификовала је најмање 2 држављана САД који су незаконито притворени у Русији.

## Расизам и ксенофобија
Као што је Алваро Гил-Роблес приметио 2004. године, главне заједнице на мети ксенофобије су јеврејска заједница, групе које потичу са Кавказа, мигранти и странци.
У свом извештају из 2006. Владимир Лукин је приметио пораст националистичких и ксенофобичних осећања у Русији, као и све чешће случајеве насиља и масовних нереда на основу расне, националистичке или верске нетолеранције.
Активисти за људска права истичу да су 44 особе убијене и близу 500 нападнуто на расној основи 2006. Према званичним изворима, у Русији је 2006. године било 150 „екстремистичких група“ са преко 5000 чланова.
Комитет министара Савета Европе је 2007. године приметио да су високи представници савезне администрације јавно подржали борбу против расизма и нетолеранције и да је усвојен низ програма за спровођење ових циљева. Ово је праћено повећањем броја осуђујућих пресуда за изазивање националне, расне или верске мржње. Међутим, дошло је до алармантног повећања броја расно мотивисаних насилних напада у Руској Федерацији за четири године, али се чини да многи службеници за спровођење закона и даље често не желе да признају расну или националистичку мотивацију у овим злочинима. Говор мржње је постао чешћи у медијима и политичком дискурсу. Посебно је забрињавајућа ситуација особа пореклом са Северног Кавказа.
Владимир Лукин је напоменуо да неактивност органа за спровођење закона може да изазове тешке последице, као што су међуетнички немири у септембру 2006. године у граду у Републици Карелији . Лукин је истакао провокативну улогу такозваног Покрета против илегалне имиграције. Као резултат догађаја у Кондопоги, сви шефови "извршног блока" републике су отпуштени са својих позиција, покренуто је неколико кривичних предмета.
Према националном истраживању јавног мњења које је спровео ВЦИОМ 2006. године, 44% испитаника сматра Русију „заједничком кућом многих нација” у којој сви морају имати једнака права, 36% сматра да „Руси треба да имају више права пошто чине већину становништва”, а 15% сматра да „Русија мора бити држава руског народа”. Међутим, поставља се и питање шта тачно означава појам руски . За 39% испитаника Руси су сви који су одрасли и васпитани у руској традицији; за 23% Руси су они који раде за добро Русије; 15% испитаника сматра да се само Руси по крви могу звати Русима; за 12% Руси су сви за оне којима је руски језик матерњи; за 7% Руса су адепти руске хришћанске православне традиције.
Према статистици коју је објавило Министарство унутрашњих послова Русије, у 2007. години у Русији страни држављани и лица без држављанства починили су 50,1 хиљада кривичних дела, док је број злочина почињених над овом друштвеном групом износио 15985.
Како је известио Асошијетед прес, 2010. Центар СОВА је забележио значајан пад расно мотивисаног насиља у Русији 2009. године, у односу на 2008.: „71 особа је убијена и 333 рањена у расистичким нападима прошле [2009] године, у односу на 110 убијених и 4800 рањених у 2008. години. Према извештају Центра СОВА, до пада је највише дошло „због полицијских напора да разбије највеће и најагресивније екстремистичке групе у Москви и околном региону“. Већина жртава су били „тамнопути, несловенски радници мигранти из бивших совјетских република у централној Азији... и са Кавказа“. Као што је похвалио новинар Асошиејтед преса Питер Леонард, „чини се да налази потврђују тврдње владе да покушава да се бори против расистичког насиља“.
Под озбиљним притиском полиције, број расистичких аката је почео да опада у Русији од 2009.
У 2016. је објављено да је расизам у Русији забележио „импресивно“ смањење злочина из мржње.

## Сексуална оријентација и родни идентитет
У Русији нису дозвољени ни истополни бракови ни грађанске заједнице истополних парова. Члан 12 Породичног законика де факто каже да је брак заједница искључиво између мушкарца и жене.
У јуну 2013. године, парламент је једногласно усвојио руски закон о геј пропаганди, забрањујући међу децом промовисање „пропаганде нетрадиционалних сексуалних односа“, што значи лезбејске, геј, бисексуалне или трансродне (ЛГБТ) везе. Прекршитељи ризикују високе новчане казне, ау случају странаца и притвор до 15 дана и депортацију. Почев од 2006. године, слични закони који забрањују „пропаганду хомосексуализма“ међу децом донети су у 11 руских региона. Критичари тврде да закон чини незаконитим одржавање било које врсте јавних демонстрација у корист права хомосексуалаца, говоре у одбрану права ЛГБТ и дистрибуирају материјале који се односе на ЛГБТ културу, или наводе да су истополни односи једнаки хетеросексуалним односима.
Такође у јуну, парламент је усвојио закон којим се забрањује усвајање руске деце од стране страних истополних парова и невенчаних појединаца из земаља у којима је брак за истополне парове легалан. Неколико посланика је у септембру представило предлог закона којим би хомосексуалност родитеља постала правни основ за ускраћивање родитељског права. Касније је повучен ради ревизије.
Хомофобична реторика, укључујући и званичнике, и растуће хомофобично насиље пратили су дебату о овим законима. Три хомофобична убиства су пријављена у различитим регионима Русије у мају 2013.
Групе осветника, које се састоје од радикалних националиста и неонациста, маме мушкарце или дечаке на састанке, оптужују их да су хомосексуалци, понижавају их и туку, и постављају видео-записе са суђења на друштвеним мрежама. На пример, у септембру 2013. видео је показао силовање узбекистанског мигранта у Русији коме су претили пиштољем и приморавали да каже да је геј. Покренуто је неколико истрага, али још увек нису довеле до делотворног кривичног гоњења.
У извештају објављеном 13. априла 2017, комисија од пет стручних саветника Савета за људска права Уједињених нација — Витит Мунтарбхорн, Сетонђи Ролан Ађови, Ањес Каламар, Нилс Мелцер и Дејвид Кеј — осудила је талас мучења и убистава геј мушкараца у Чеченији.

## Психијатријске установе
Бројни су случајеви у којима су људи који су проблематични за руске власти последњих неколико година затварани у психијатријске установе .
Мало се променило у московском Институту Сербски где су многи истакнути совјетски дисиденти били затворени након што им је дијагностикована шизофренија која споро напредује. Овај Институт спроводи више од 2.500 судских оцењивања годишње. Када је ратни злочинац Јуриј Буданов тамо тестиран 2002. године, истражни суд је предводила Тамара Печерникова, која је у прошлости осудила песникињу Наталију Горбањевску. Буданов је проглашен невиним због "привременог лудила". После негодовања јавности, друго веће га је прогласило здравим од стране Георгија Морозова, бившег директора Српског који је многе дисиденте прогласио лудима 1970-их и 1980-их. Институт Сербског је такође извршио вештачење масовног тровања стотина чеченске школске деце непознатом хемијском супстанцом јаког и дуготрајног дејства, која их је вишемесечно учинила потпуно неспособним. Панел је утврдио да је болест узрокована једноставно „психо-емоционалном напетошћу“.

## Особе са инвалидитетом и права детета
Процењује се да тренутно у руским сиротиштима живи око 2 милиона деце, са још 4 милиона деце на улици. Према извештају Хуман Ригхтс Ватцх-а из 1998. године, „Руска деца су напуштена држави по стопи од 113.000 годишње у последње две године, што је драматично повећање са 67.286 у 1992. Од укупно више од 600.000 деце која су класификована као 'без старања', а исто толико је смештено у институције без родитељског старања. са разним старатељима Од тренутка када држава преузме њихову бригу, сирочад у Русији – од којих 95 одсто још увек има живог родитеља – изложена су шокантном нивоу окрутности и занемаривања . Једном званично означена као ретардирана, руска сирочад су „доживотно смештена у психонеуролошким установама. Осим што добијају мало или нимало образовања у таквим установама, ова сирочад могу бити држана у платненим врећама, везана удовима за намештај, ускраћена за стимулацију, а понекад и остављена да леже полугола у сопственој прљавштини за петоро затворене деце Б. собе за лежање са недовољно особља као у кућицама за бебе, а у неким случајевима су запуштене до смрти." Живот и смрт деце са инвалидитетом у државним институцијама описао је писац Рубен Гаљего .

## Трговина људима
Крај комунизма и распад Совјетског Савеза и Југославије допринели су порасту трговине људима, при чему су већина жртава биле жене које су приморане на проституцију. Русија је земља порекла особа, пре свега жена и деце, којима се тргује у сврху сексуалне експлоатације . Русија је такође одредишна и транзитна земља за особе којима се из региона и суседних земаља ради сексуалне и радне експлоатације тргује у Русију и шире. Русија је чинила једну четвртину од 1.235 идентификованих жртава које су пријављене 2003. године које су продате у Немачку. Руска влада је показала одређену посвећеност борби против трговине људима, али је критикована јер није развила ефикасне мере у спровођењу закона и заштити жртава.